# Coppa di Francia 1986-1987
La stagione 1986-87 è stata la 70ª edizione della Coppa di Francia.

## Risultati

### Sedicesimi di finale
| Squadra 1                | Totale | Squadra 2       | Andata | Ritorno |
| ------------------------ | ------ | --------------- | ------ | ------- |
| Monaco                   | 5 - 0  | Nizza           | 2 - 0  | 3 - 0   |
| Rennes                   | 4 - 6  | Laval           | 1 - 1  | 3 - 5   |
| Saint-Étienne            | 1 - 2  | Martigues       | 1 - 0  | 0 - 2   |
| Olympique Marsiglia      | 1 - 0  | Cannes          | 1 - 0  | 0 - 0   |
| Lilla                    | 1 - 0  | Bastia          | 1 - 0  | 0 - 0   |
| Paris Saint-Germain      | 0 - 1  | Strasburgo      | 0 - 0  | 0 - 1   |
| Tolosa                   | 2 - 1  | Caen            | 1 - 0  | 1 - 1   |
| Gueugnon                 | 1 - 3  | Bordeaux        | 0 - 0  | 1 - 3   |
| Rouen                    | 1 - 2  | Lens            | 0 - 0  | 1 - 2   |
| Vannes                   | 1 - 4  | Brest           | 1 - 1  | 0 - 3   |
| US Baume-les-Dames       | 0 - 10 | Auxerre         | 0 - 5  | 0 - 5   |
| Mulhouse                 | 0 - 3  | Stade Reims     | 0 - 2  | 0 - 1   |
| Olympique Alès           | 1 - 0  | Thonon          | 1 - 0  | 0 - 0   |
| Angers                   | 4 - 6  | Olympique Lione | 2 - 3  | 2 - 3   |
| La Roche Vendée Football | 1 - 3  | Tours           | 0 - 0  | 1 - 3   |
| Loison                   | 3 - 4  | FC Périgueux    | 3 - 1  | 0 - 3   |

### Ottavi di finale
| Squadra 1           | Totale | Squadra 2       | Andata | Ritorno     |
| ------------------- | ------ | --------------- | ------ | ----------- |
| Laval               | 2 - 2  | Brest           | 0 - 1  | 2 - 1 (dts) |
| Lilla               | 5 - 2  | Auxerre         | 3 - 0  | 2 - 2       |
| Bordeaux            | 3 - 2  | Monaco          | 2 - 0  | 1 - 2       |
| Olympique Marsiglia | 5 - 2  | Olympique Lione | 3 - 0  | 2 - 2       |
| Strasburgo          | 5 - 3  | Tolosa          | 2 - 1  | 3 - 2       |
| FC Périgueux        | 2 - 8  | Lens            | 0 - 4  | 2 - 4       |
| Martigues           | 1 - 2  | Stade Reims     | 1 - 0  | 0 - 2       |
| Olympique Alès      | 3 - 2  | Tours           | 3 - 1  | 0 - 1       |

### Quarti di finale
| Squadra 1      | Totale | Squadra 2           | Andata | Ritorno         |
| -------------- | ------ | ------------------- | ------ | --------------- |
| Lens           | 0 - 1  | Olympique Marsiglia | 0 - 1  | 0 - 0           |
| Bordeaux       | 4 - 3  | Lilla               | 3 - 1  | 1 - 2           |
| Laval          | 1 - 1  | Stade Reims         | 1 - 0  | 0 - 1 (3-4 dcr) |
| Olympique Alès | 2 - 1  | Strasburgo          | 2 - 0  | 0 - 1           |

### Semifinali
| Squadra 1           | Totale | Squadra 2   | Andata | Ritorno     |
| ------------------- | ------ | ----------- | ------ | ----------- |
| Olympique Marsiglia | 7 - 1  | Stade Reims | 2 - 0  | 5 - 1       |
| Olympique Alès      | 2 - 2  | Bordeaux    | 2 - 2  | 0 - 0 (dts) |

### Finale
| Squadra 1 | Risultato | Squadra 2           |
| --------- | --------- | ------------------- |
| Bordeaux  | 2 - 0     | Olympique Marsiglia |

| Arbitro: | Vautrot |

|                                                                                           |            | |
| Fargeon 14’ Vujović 88’                                                                   | Marcatori  | |
| Dropsy Thouvenel Specht Roche Zo. Vujović Girard Tigana Touré Ferreri Fargeon Zl. Vujović | Formazioni | · Bell · Galtier 89’ · Förster · Domergue · Bade · Passi · Laurey 46’ · Slišković · Giresse · Papin · Diallo · A disposizione: · Genghini 46’ · Cubaynes 89’ |
| Jacquet                                                                                   | Allenatori | Banide |